# Fiat Abarth OTR 1000
Der Fiat Abarth OTR 1000, alternativ auch als Fiat Abarth 1000 OTR sowie intern als Abarth (Modello, Sigla oder Tipo) 100 bezeichnet, ist ein sportliches Kleinwagen-Modell des italienischen Automobilherstellers Abarth; mit seinem speziellen „Radiale“-Motor wurde es zwischen 1964 und 1969 in verschiedenen Versionen in nur sehr geringen Stückzahlen auf Basis des Fiat 850 gebaut.

## Modellbeschreibung

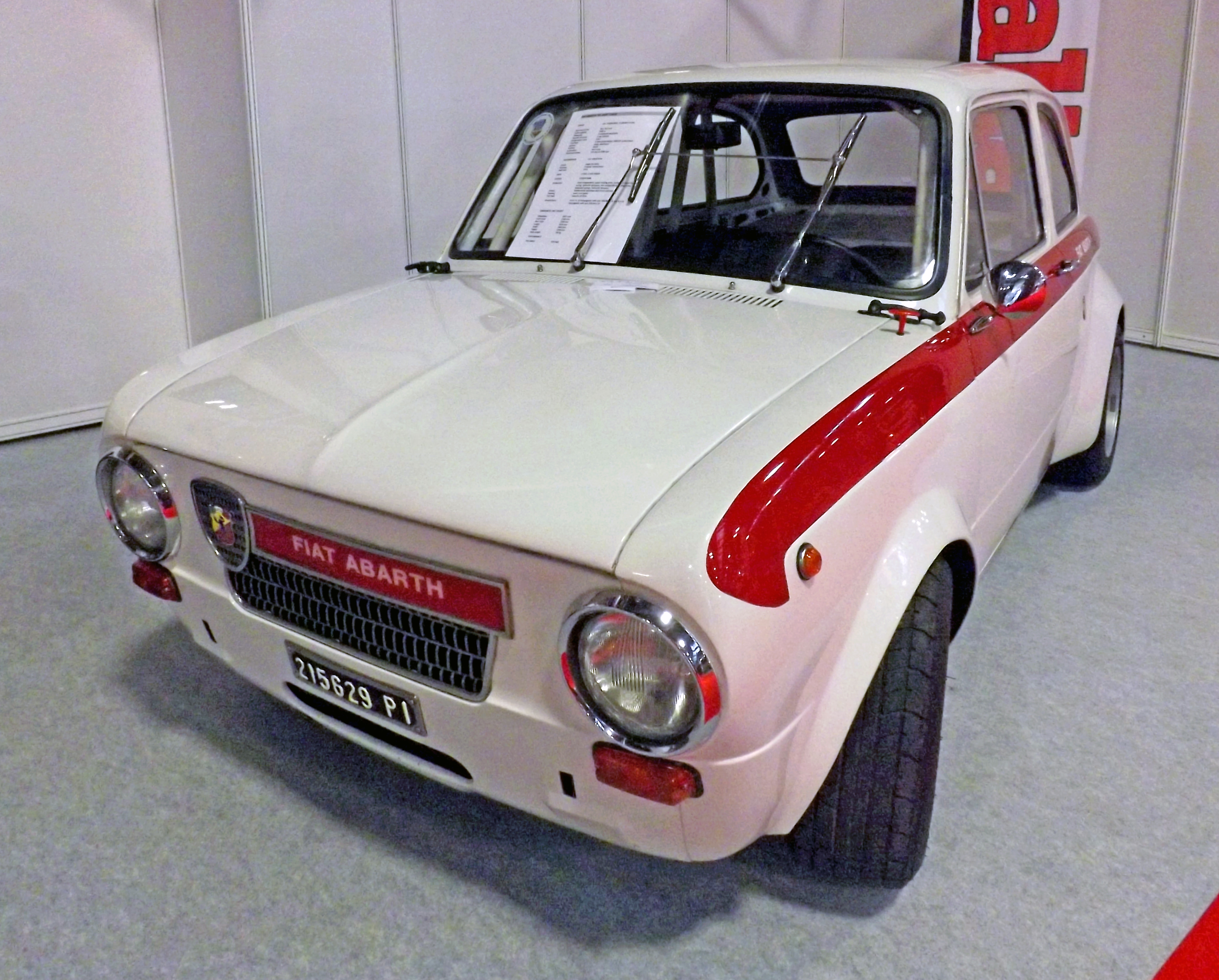
Ein umfassend aufgerüsteter Fiat Abarth OT Berlina Corsa (vermutlich eine OT 1600-Replika) mit nach vorne verlegtem Wasserkühler und verchromtem Kühlergrill, wie sie auch für den OTR 1000 typisch waren

Der OTR 1000 gehört zur weitverzweigten, unübersichtlichen Pkw-Baureihe Fiat Abarth OT, die das Turiner Unternehmen zwischen 1964 und 1970 produzierte. Unter denjenigen OT-Modellen mit 1,0 Liter Hubraum und einer Serien-Karosserie von Fiat war er das sportliche Spitzenmodell. Seine nächsten Verwandten waren
- der alltagstauglichere Fiat Abarth OT 1000 (1964 bis 1970) und insbesondere die Coupés OTS 1000 und OT 1000 SS Corsa (1966 bis 1969), die intern alle als Abarth Tipo 102 geführt wurden, sowie
- der Fiat Abarth OTR 850 (nur 1966, Tipo 103).

Die technische Basis vom Fahrwerk über die Karosserie bis zum Motor stammt vom Fiat 850 mit Heckmotor und Hinterradantrieb.
Der OTR 1000 entstand in mehreren Versionen, teils für firmeneigene Zwecke, in einer Version auch für Kunden; die zahlenmäßig bedeutendste und bekannteste Ausführung ist das OTR 1000 Coupé mit Straßenzulassung aus den Jahren 1965 bis 1969. Besonderheit ist der Abarth-Motor Sigla 200 mit einem speziellen Querstromzylinderkopf, weiterhin OHV-Ventilsteuerung und dem neuen, markeneigenen Radiale-Prinzip, das Abarth in diesem Modell erstmals nutzte. Während das „OT“ in der Modellbezeichnung für Omologata Turismo (dt. homologierter Tourenwagen) stand, wies das „R“ explizit auf diesen speziellen Zylinderkopf hin, steht also nicht für „Race“ / „Rennsport“. Ein auffälliges äußerliches Merkmal ist der nach vorne verlegte Wasserkühler mit verchromtem Kühlergrill. Ursprüngliche Idee war der Einsatz in einer seriennahen Tourenwagen-Kategorie der für 1965 umstrukturierten Sportwagen-Weltmeisterschaft. Jedoch verzögerte sich die Motorsport-Homologation wegen weiterer Entwicklungsarbeit zunächst um ein Jahr; danach stufte die Commission Sportive Internationale (CSI), die Zulassungsbehörde der Fédération Internationale de l’Automobile (FIA), das Modell wegen des aufwendigen Radiale-Zylinderkopfes bis 1969 in eine serienfernere und damit unattraktive Kategorie ein. Abarth favorisierte daraufhin das OTS 1000 Coupé mit einem aufwendig modifizierten Serien-Zylinderkopf des Fiat 850 sowie später für die Gruppe 5 den Fiat Abarth 1000 TCR mit dem Radiale-Zylinderkopf und der leichteren, kompakteren Basis des Fiat 600 D.
In der Serienversion mit Straßenzulassung leistet der OTR 1000 74 PS (54 kW), in der Rennsportausführung ohne Straßenzulassung bis zu 106 PS (78 kW). Genaue Produktionszahlen sind nicht überliefert; einzelne Quellen gehen davon aus, dass von der einzigen Serienversion in fünf Jahren möglicherweise nur 35 Exemplare im Werk komplettiert wurden, davon nur acht für den US-amerikanischen Markt.

## Übersicht über die verschiedenen Versionen

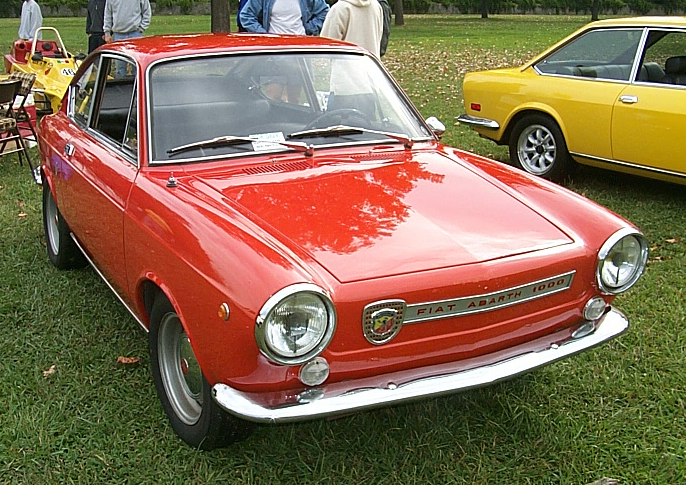
Die Front des technisch eng verwandten, alltagstauglicheren Fiat Abarth OT 1000 Coupé …

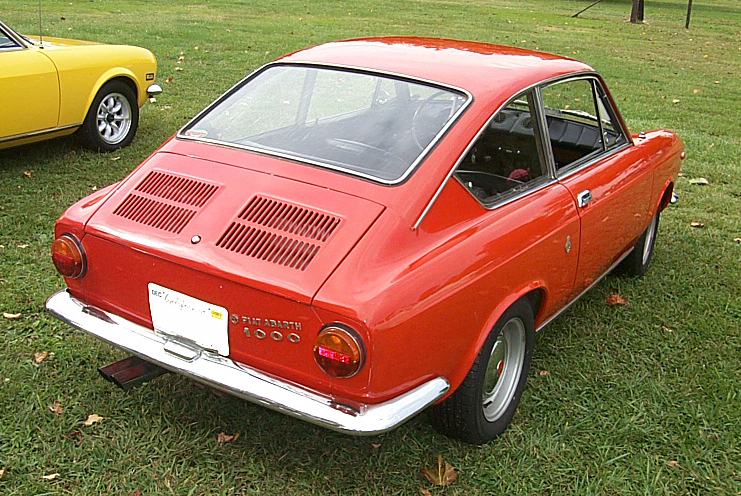
… und dessen Heck (mit normalem Wasserkühler hinten)

Vom Fiat Abarth OTR 1000 entstanden ab Werk folgende Varianten:
- Fiat Abarth OTR 1000 Berlina Corsa (intern Abarth Tipo 100): Ab 1964 entstand in Einzelstücken zur werksinternen Erprobung ohne Straßenzulassung die seriennahe Rennsportversion mit einem Abarth-Motor Sigla 200A und der zweitürigen Limousinen-Karosserie des Fiat 850 Berlina. Sie war für eine seriennahe Tourenwagenkategorie ab der Sportwagen-Weltmeisterschaft 1965 geplant, jedoch wechselte Abarth im weiteren Verlauf ab Herbst 1965 auf die attraktivere, aerodynamisch günstigere Coupéversion;[1][5]
- Fiat Abarth OTR 1000 Berlina (intern Abarth Tipo 100/B): Im Jahr 1964 bot Abarth in Kleinstserie beziehungsweise in Einzelstücken auf Sonderwunsch, möglicherweise bis 1966, diese Variante mit zweitüriger Limousinen-Karosserie des Fiat 850 Berlina, dem Abarth-Motor Sigla 200 und Straßenzulassung an; sie sollte Abarths Bemühungen unterstützen, die FIA-Homologation für eine seriennahe Kategorie zu erlangen;[6][5]
- Fiat Abarth OTR 1000 Coupé (intern Abarth Tipo 100/C): Diese ab 1964 entwickelte Variante bot Abarth von Herbst 1965 bis 1969 mit dem Motor Sigla 200 und einer 2+2-sitzigen Coupé-Karosserie in begrenzter Serie an. Fahrzeuge bis 1968 nutzten die Karosserie des Fiat 850 Coupé;[7][1][6][5] unklar ist, ob es 1968/’69 auch Fahrzeuge mit der modellgepflegten Karosserie des Fiat 850 Sport Coupé gab;
- Bertone Abarth OTR 1000 Berlinetta: Im Jahr 1965 bauten Abarth und Bertone, der die Karosserie des Fiat 850 Spider gestaltet hatte und für Fiat herstellte, zu Ausstellungszwecken eine Berlinetta-Variante; sie hatte ein neu gestaltetes, fest montiertes Coupédach auf einer Spider-Rohkarosserie mit einem OTR 1000-Motor Sigla 200 und der aufgewerteten Innenausstattung des Bertone 850 CL Spider. Diese Karosserievariante ging schließlich 1968 als Bertone 850 Racer Berlinetta in Produktion, jedoch mit dem Serienmotor des Fiat 850 Sport Coupé.[1][8][3][9]

Ferner wurden einzelne Fiat Abarth OTR 1000 Coupés mit Zubehörsätzen zu Corsa-Rennsportversionen umgebaut.

## Entwicklungsgeschichte

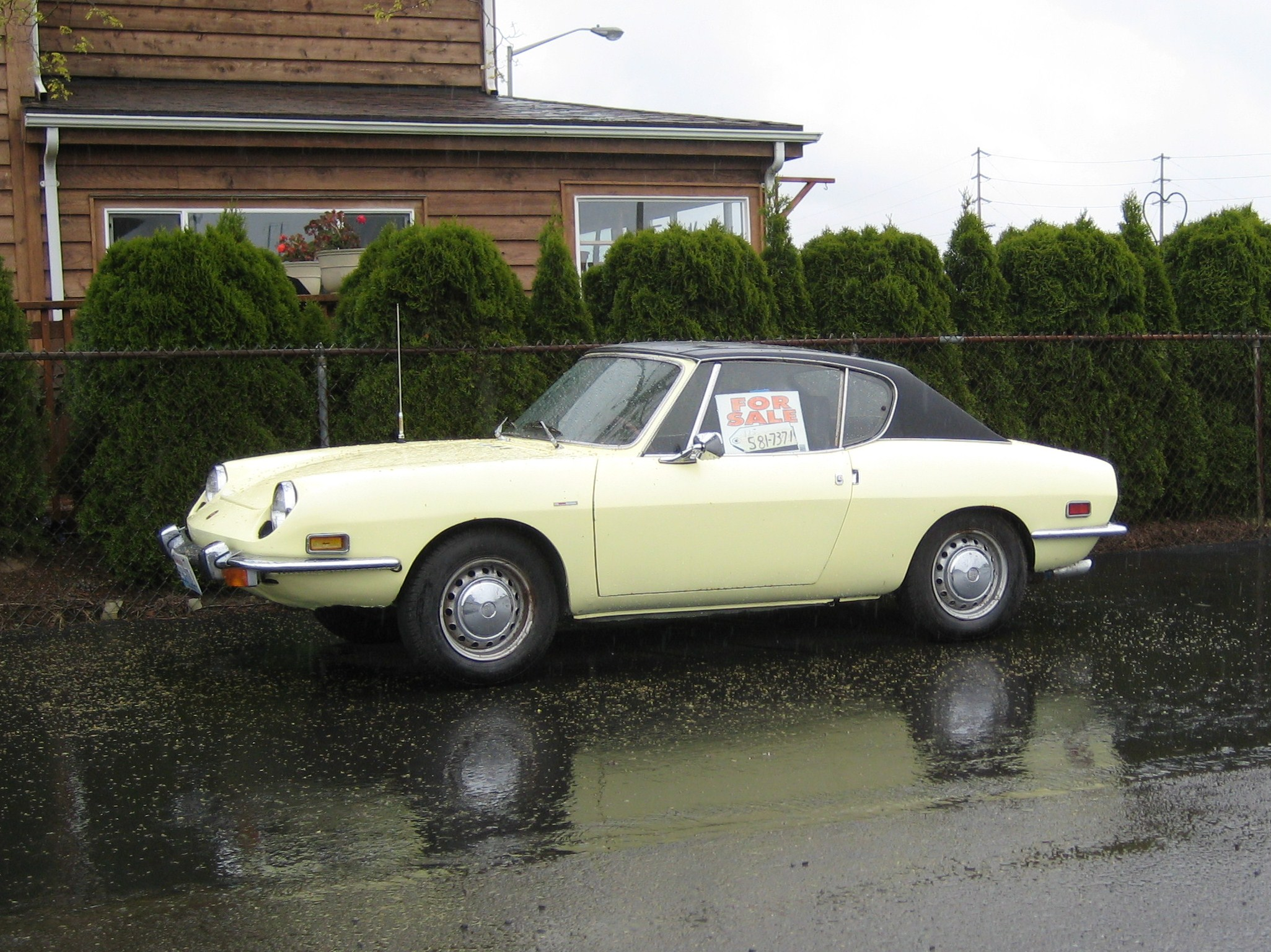
Ein Bertone 850 Racer Berlinetta mit fest montiertem Coupédach auf Spider-Basis (Kleinserie ab 1968, hier eine US-Version von 1971). Ihre Premiere hatte diese Karosserieversion bereits 1965 als Einzelstück mit einem Abarth OTR 1000-Motor

Traditionell hatte Abarth enge Kontakte zu Fiat; so standen frühzeitig Vorserienfahrzeuge des im März 1964 vorgestellten Fiat 850 Berlina und den im Frühjahr des Folgejahrs auf dem Genfer Auto-Salon präsentierten Coupé- und Spider-Modellen zur Verfügung, um die vielfältige Baureihe Fiat Abarth OT zu entwickeln. Den OTR 1000 sah Abarth als sportliches Spitzenmodell der 1-Liter-Klasse mit dem Ziel, die Corsa-Rennsportversion im seriennahen Tourenwagensport einzusetzen. Die Varianten mit Straßenzulassung sollten hingegen die Homologation ermöglichen und das Abarth-Image weiter fördern. Im Laufe des Jahres 1964 entwickelte Abarth unter Leitung des Chefingenieurs Mario Colucci und des Leiters der Motorenentwicklung, Luciano Fochi, den Motor Abarth Sigla 200 als Straßenversion sowie Sigla 200A als Rennsportausführung. Beide Triebwerksvarianten passten hinsichtlich der Vergaserbestückung, des Abgaskrümmers und der gesamten Auspuffanlage sowohl in den Motorraum der Limousine wie auch der Coupé- und Spider-Versionen.
Sein öffentliches Debüt hatte der OTR 1000 in der Serienversion als Coupé mit Straßenzulassung am 9. September 1965 gemeinsam mit dem OT 1000 Coupé und dem OT 1000 Spider auf der Internationalen Automobil-Ausstellung in Frankfurt am Main. Am 3. November 1965 stellte Abarth das OTR 1000 Coupé auf dem Turiner Autosalon aus, während auf dem Stand von Bertone der Abarth OTR 1000 Berlinetta mit Spider-Basis debütierte; letzterer blieb jedoch ein Prototyp.
Parallel zum OTR 1000 verfolgte Abarth weitere sportliche Konzepte auf Basis des Fiat 850, so ab 1964 den Motor Sigla 202/A für das geplante OT 1000 SS Coupé und erste Ausführungen des Sigla 202/D für das spätere OTS 1000 Coupé, beide mit stark bearbeiteten Zylinderköpfen von Fiat. Den Radiale-Zylinderkopf entwickelte Abarth kontinuierlich bis 1971 weiter, zuletzt für Rennsportversionen des Autobianchi A112 und Fiat 127. Eine erste Abwandlung des OTR 1000 war der hubraumschwächere OTR 850, den Abarth nur 1966 und nur mit Limousinenkarosserie anbot; eine weitere, im Motorsport äußerst erfolgreiche Weiterentwicklung des OTR 1000-Zylinderkopfes nutzte ab 1967 der Fiat Abarth 1000 TCR Berlina Gruppo 5 (Motor Sigla 210G) auf Basis des leichteren Fiat 600 D.

## Produktionsgeschichte
Die Produktion der einzigen Serienausführung, des OTR 1000 Coupé, begann gemeinsam mit dem OT 1000 Coupé und dem OT 1000 Spider im Herbst 1965. Abarth erhielt die Ausgangsfahrzeuge für die OTR 1000 Coupés einzeln aus der laufenden Fiat-Produktion; er übernahm deren Chassisnummern und ergänzte sie durch das vorangestellte Kürzel „100GC“; eine nachträgliche exakte Zählung ist dadurch nicht möglich.
Umstritten ist, ob das OTR 1000 Coupé – wie auch die Parallelmodelle mit Coupékarosserie – Anfang 1968 eine Modellpflege erhielt, die den Übergang vom Fiat 850 Coupé zum 850 Sport Coupé nachvollzog. Erkennbar wären diese Fahrzeuge aus den Jahren 1968 und ’69 an den runden, in die Front integrierten Zusatzscheinwerfern, einem veränderten Kühlergrill, einem markanteren Heckabschluss mit dünnem Chromrahmen und je zwei Rückleuchten rechts und links sowie Stoßstangenhörnern vorne und hinten. Dafür spricht, dass das Modell offiziell bis 1969 angeboten wurde. Die einzelnen heute bekannten Fahrzeuge sowie Fotos von damaligen Testwagen zeigen jedoch ausnahmslos Fahrzeuge aus der ersten Fiat 850 Coupé-Serie.

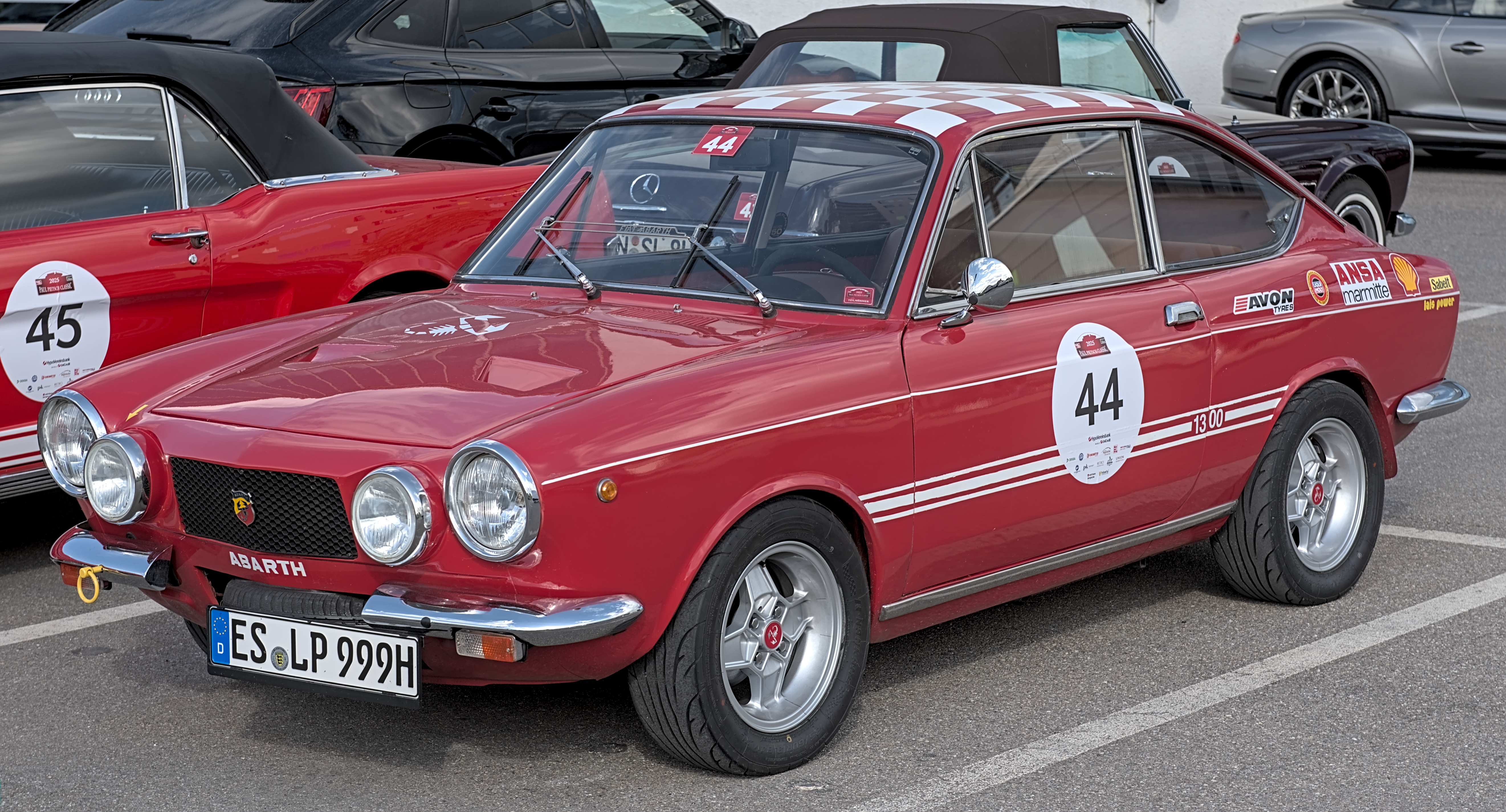
Fiat Abarth OT 1300 Coupé

Die Fertigung des OTR 1000 endete spätestens 1969 zusammen mit dem OTS 1000 Coupé, das die Modellpalette seit 1966 erweitert hatte. Aus der Fiat Abarth OT-Baureihe verblieben danach für ein weiteres Jahr nur noch das OT 1000 Coupé (nun mit dem stärkeren Motor des bisherigen OTS 1000 Coupé) und das Fiat Abarth OT 1300 Coupé; letzterer hatte die Modellpalette ebenfalls ab 1966 erweitert.
Erhältlich war das OTR 1000 Coupé mit roter Lackierung („rosso“) und schwarzer Innenausstattung sowie nacheinander zwei Altweiß-/Crèmeweißtönen („camoscio“) mit rot-schwarzer Innenausstattung. Wie viele OTR 1000 Coupés bei Abarth entstanden, ist umstritten. So belegt das FIA-Homologationsblatt Nummer 230, dass am 30. April 1966 die Mindestzahl von fünfzig identischen Fahrzeugen erreicht war. Mehrere Quellen gehen jedoch davon aus, dass Abarth damals im Rahmen der Abnahme − ähnlich wie andere Hersteller − „trickste“ und einzelne Fahrzeuge doppelt vorführte; als tatsächlich gebaut gelten demnach etwa 35 Exemplare. Weitere Zylinderköpfe im OTR-Stil fertigte später das Unternehmen PBS Engineering; sie dienen zur Reparatur und Restaurierung originaler Fahrzeuge sowie dem Aufbau von Nachbauten.

## Technik
Der Fiat Abarth OTR 1000 basiert auf dem einfacheren, weiter verbreiteten OT 1000, der seinerseits auf dem Fiat 850 mit Heckmotor und Hinterradantrieb von 1964 aufbaut.

### Antrieb
Der OTR 1000 ist das einzige Fahrzeugmodell, das den Abarth-Motor Sigla 200 nutzt, einen wassergekühlten 1,0-Liter-Ottomotor mit vier Zylindern in Reihe. Eine Besonderheit ist der fortschrittliche, von Abarth entwickelte und selbst gefertigte „Radiale“-Zylinderkopf, der in diesem Modell seine Premiere hatte und nachfolgend in diversen weiteren eingesetzt wurde. Entsprechend dem Motorsportreglement für Tourenwagen übernahm er prinzipiell die OHV-Ventilsteuerung des Ausgangsmodells, unterscheidet sich vom Fiat-Zylinderkopf jedoch in folgenden Punkten:
- Die Ventile (je ein Einlass- und Auslassventil pro Zylinder) hängen V-förmig zueinander geneigt, sind also nicht mehr parallel zueinander angeordnet.
- Die beiden Ventile jedes Zylinders sind quer zur Längsachse des Motors angeordnet, hängen also nicht mehr in einer Reihe entlang der Längsachse.
- Der „Radiale“-Zylinderkopf hat bisphärische Brennräume; sie werden von jeweils zwei sich durchschneidenden Halbkugeln gebildet, deren kleinere um das Einlass- und deren größere um das Auslassventil angeordnet ist.[15]

Aus einer Zylinderbohrung von 65,0 Millimetern und einem Kolbenhub von 74,0 Millimetern resultiert ein Hubraum von 982 Kubikzentimetern. Die Leistung des Serienmodells bezifferte der Hersteller mit 74 DIN-PS bei 6500 Umdrehungen pro Minute. Die Gemischaufbereitung erfolgt über zwei Solex-Doppelvergaser des Typs C32PHH. Die Höchstgeschwindigkeit gab Abarth mit „über 170 Kilometer pro Stunde“ an, den Verbrauch mit 9 Liter auf einhundert Kilometer.
Nicht völlig geklärt ist, mit welchem Schaltgetriebe die Fahrzeuge ausgestattet waren. Manche Quellen nennen allein ein herkömmliches Vierganggetriebe, offenbar das Seriengetriebe des Fiat 850. Nach einzelnen Quellen besitzen jedenfalls alle heute bekannten Fahrzeuge dieses Getriebe. Das Werksdatenblatt sowie das FIA-Homologationsblatt nennen ab Werk hingegen ein Fünfganggetriebe von Abarth; nach einzelnen Quellen soll dieses zumindest als aufpreispflichtiges Extra erhältlich gewesen sein. Hierbei handelte es sich gegebenenfalls um das Abarth-Getriebe Tipo 102. Je nach Quelle soll alternativ gegen Aufpreis sogar ein Abarth-Sechsganggetriebe erhältlich gewesen sein. In diesem Fall wäre es ein Abarth-Getriebe Tipo 132 gewesen.

### Fahrwerk
Der OTR 1000 nutzt das Fahrwerk des Fiat 850 mit Einzelradaufhängung. Wegen der höheren Leistung ist es wie bei allen Versionen der Pkw-Baureihe Fiat Abarth OT modifiziert. Ab Werk hatte der OTR 1000 – analog den übrigen Coupés der OT-Baureihe – 13 Zoll hohe Abarth-Stahlfelgen mit einem verchromten Zierdeckel samt Abarth-Logo zur Abdeckung der Nabe und Radschrauben. Gegen Aufpreis standen ab Werk 13-Zoll-Leichtmetallräder mehrerer Hersteller zur Wahl. Die Serienbereifung hatte das Format 145 × 13 (Michelin und Pirelli) beziehungsweise 155 × 13 (Kléber Colombes).
Die Vorderräder werden – wie bei allen OT 1000-Ausführungen – durch Scheibenbremsen verzögert. Serienmäßig soll der OTR 1000 nach dem Werksdatenblatt – insoweit abweichend von den schwächeren Modellen – auch an den Hinterrädern mit Scheibenbremsen ausgerüstet gewesen sein; mitunter weisen erhalten gebliebene Fahrzeuge jedoch nur hintere Trommelbremsen auf.
Der Radstand von 2027 Millimetern sowie die Spurweite von 1150 Millimetern vorne und 1160 Millimetern hinten entsprechen dem Fiat 850 und den herkömmlichen Fiat Abarth OT-Personenwagen. Im Rahmen der FIA-Homologation war eine Verbreiterung der Spur auf 1230 Millimeter vorne und 1248 Millimeter hinten zulässig.

### Karosserie

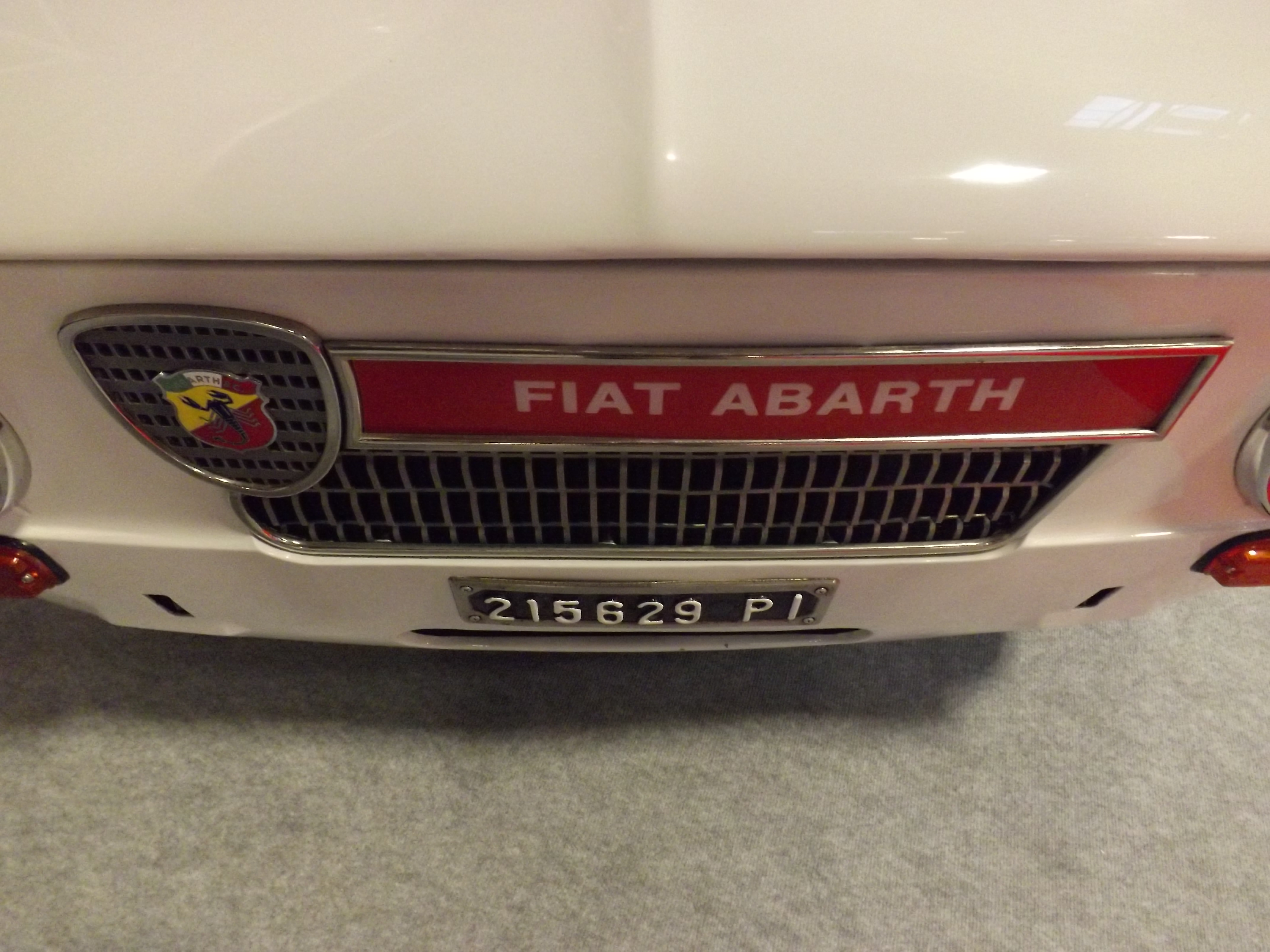
Der verchromte Kühlergrill für den nach vorne verlegten Wasserkühler, wie er auch für den Fiat Abarth OTR 1000 charakteristisch war (hier die Ausführung Berlina Corsa mit abweichendem Hubraum)

Der OTR 1000 nutzt die Serienkarosserien des Fiat 850. Äußerlich unterscheidet er sich von diesem in vielen kleineren Details; gegenüber anderen Varianten der Personenwagenbaureihe Fiat Abarth OT sind die äußerlichen Unterschiede mitunter gering.
Auf dem Heckblech befindet sich zwischen dem Platz für das hintere Fahrzeugkennzeichen und der rechten Rückleuchteneinheit unterhalb der verchromten Schriftzüge „Fiat Abarth“ und „1000“ der Zusatz „OTR“; er ersetzt das verchromte „OT“-Logo vor dem Schriftzug „Fiat Abarth“.
Weitere äußerliche Merkmale teilt sich das OTR 1000 Coupé mit dem von 1966 bis 1969 produzierten OTS 1000 Coupé: An der Fahrzeugfront verkleidet ein leicht trapezförmiger, unten schmalerer Kühlergrill die spezielle Öffnung, über die der nach vorne verlegte Wasserkühler mit Kühlluft versorgt wird. Oberhalb des Grills befindet sich eine schmale Chromleiste mit der Aufschrift „Fiat Abarth 1000“. Bei den Coupés ist das große Abarth-Logo zentral auf dem Kühlergrill montiert, bei den wenigen OTR-Limousinen (von vorne gesehen) asymmetrisch links oben. Auf dem Frontblech der straßenzugelassenen Ausführungen sind unterhalb der Stoßstange zwei verchromte Befestigungspunkte für den verdeckt hinter dem Blech montierten Ölkühler erkennbar; nur die Rennsportvarianten haben eine separate Öffnung für diesen Kühler.
Weitere äußere Merkmale, die den Fiat Abarth OTR 1000 vom Fiat 850 unterscheiden, finden sich auch bei anderen Modellen der OT-Baureihe, so die „Abarth“-Logos an den Karosserieflanken und den Radzierdeckeln.

## Einsatz im Motorsport

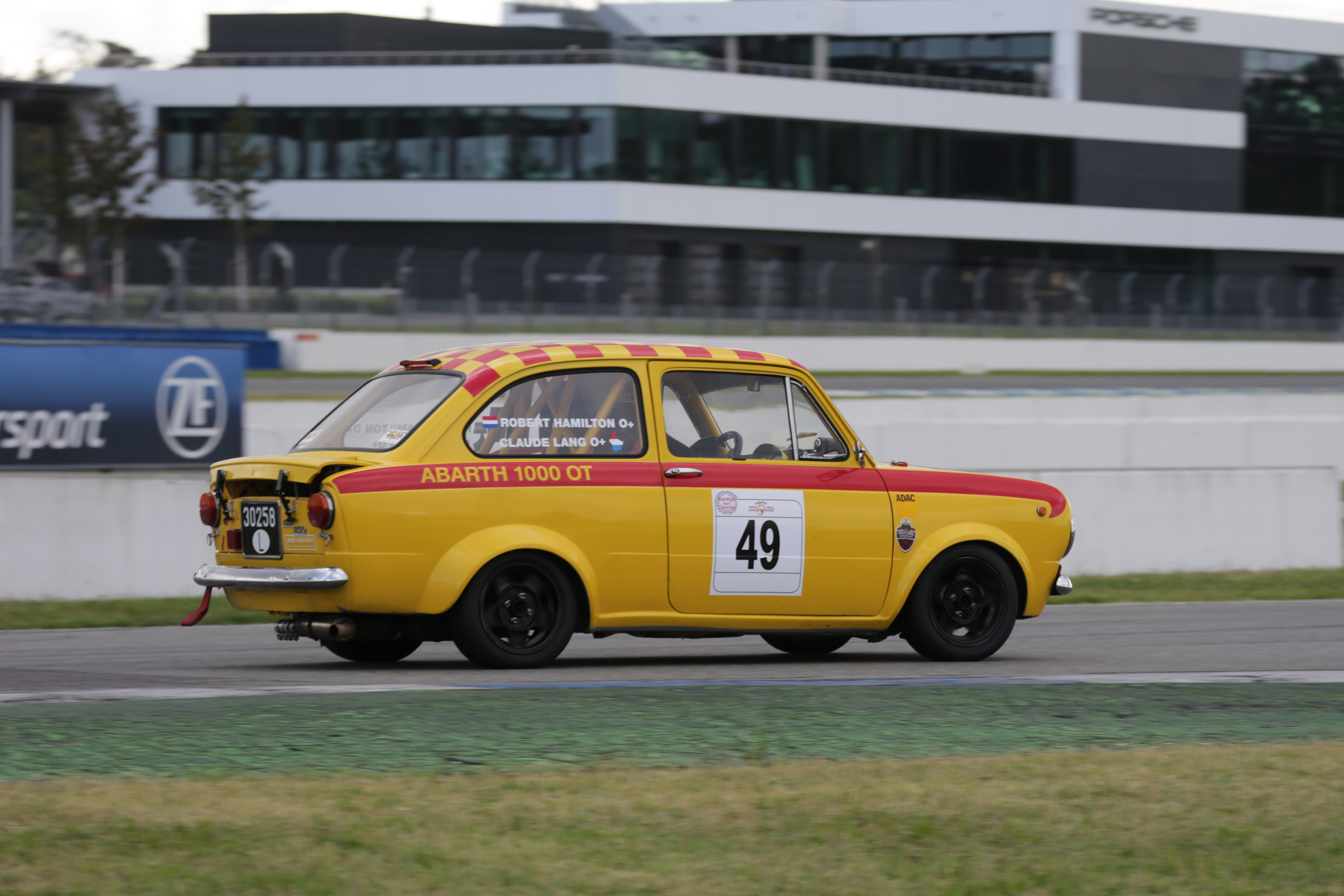
Die Rennversion Abarth 1000 OT (Omologato Turismo)

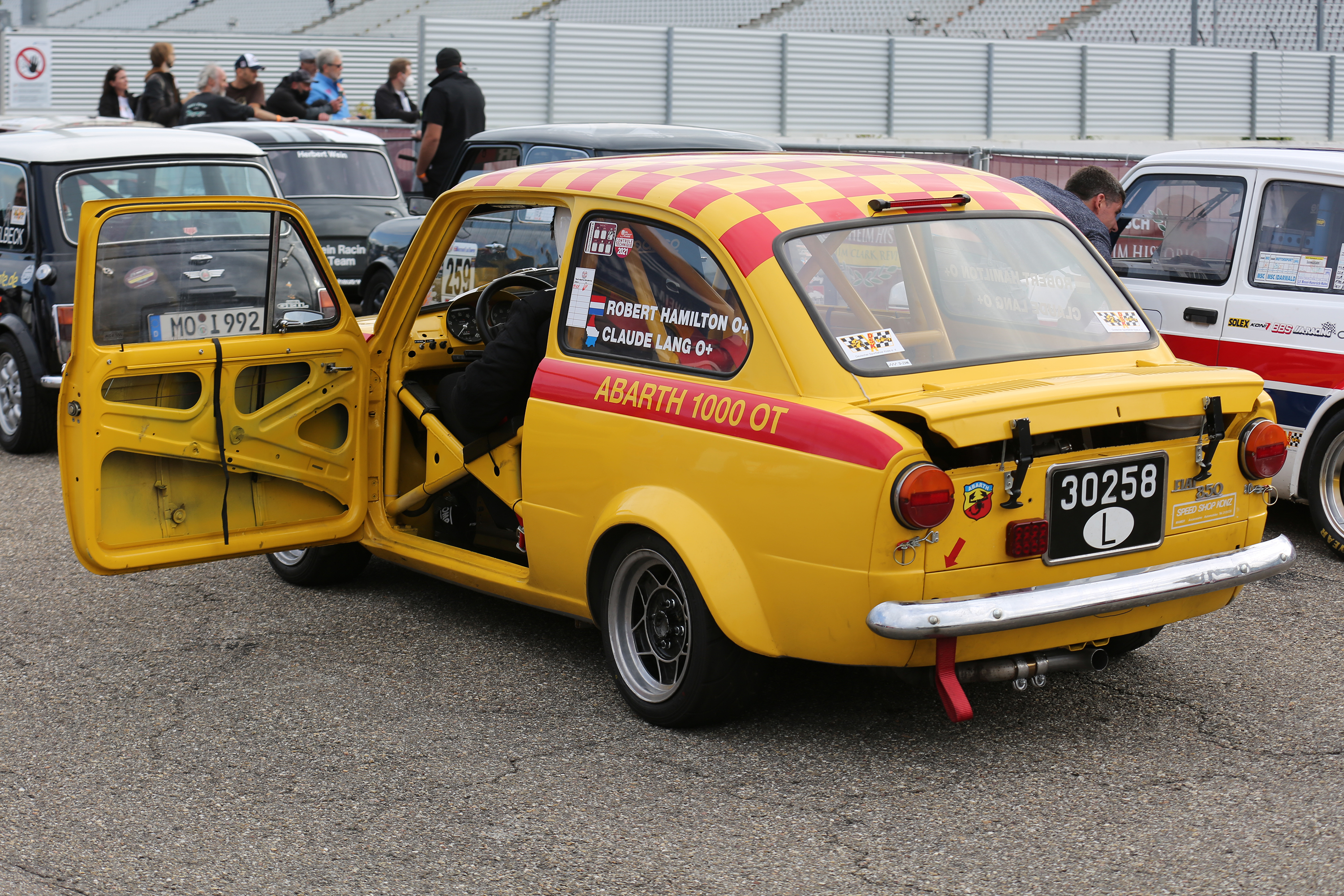
Überrollkäfig und Gewichtsreduzierung (durch Entfernung unnötiger Teile)

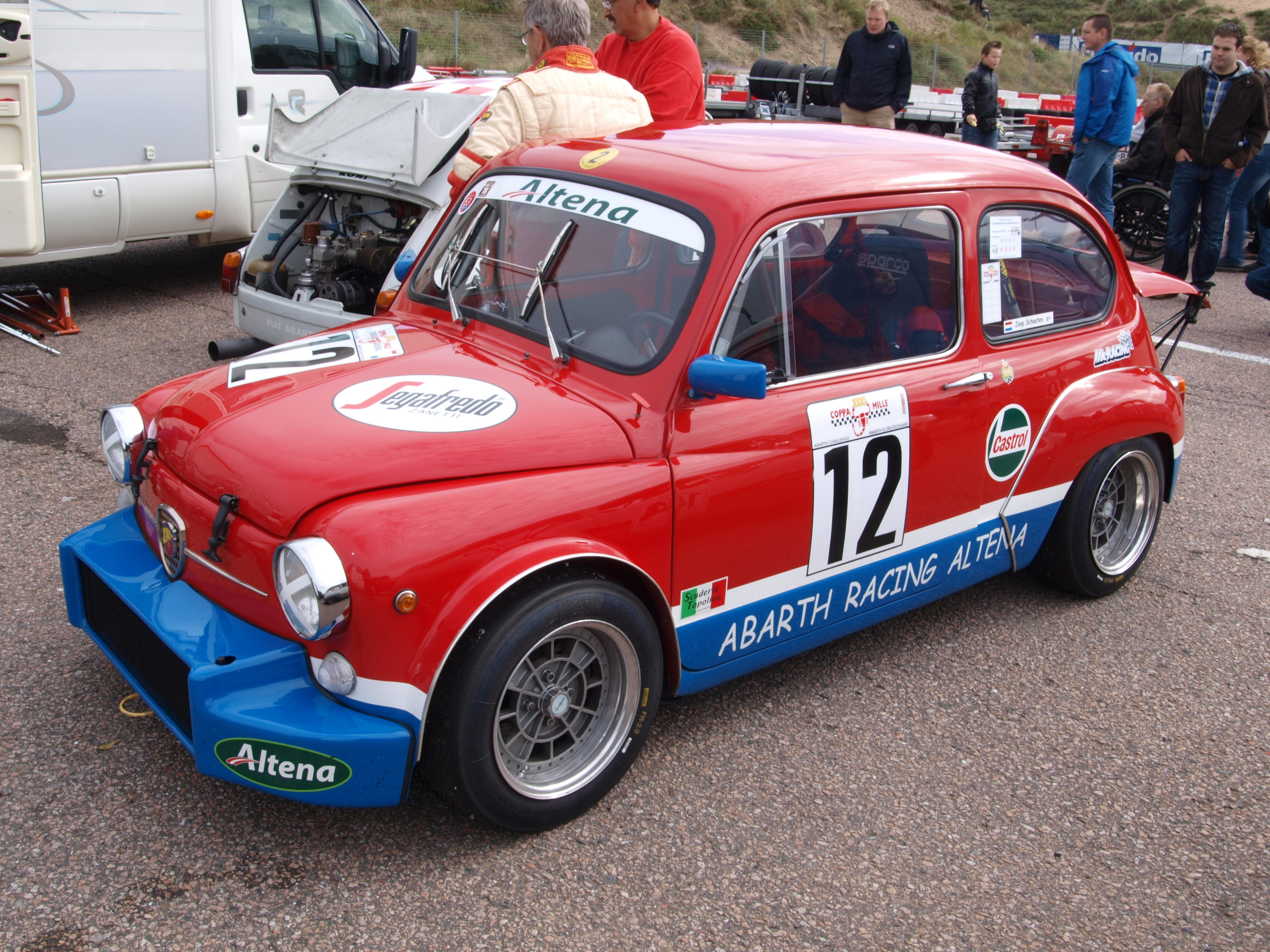
Die hausinterne Konkurrenz des OTR 1000 Coupé bei den Tourenwagen der Gruppe 5: der Fiat Abarth 1000 TCR

Bereits anlässlich der öffentlichen Präsentation des OTR-Coupés im Herbst 1965 erwähnte Carlo Abarth, dass eine Rennsportvariante mit damals 95 PS (70 kW) erprobt werde. Die Entwicklung erwies sich jedoch als zeitaufwendig und kostenintensiv. Am 30. April 1966 erteilte die FIA die Homologation für das Fiat Abarth OTR 1000 Coupé als Tourenwagen der Gruppe 4. Die Hoffnung Abarths, eine Einstufung für die seriennähere Gruppe 3 zu erhalten, erfüllte sich hingegen nicht; sie blieb dem Fiat Abarth OTS 1000 Coupé mit Serienzylinderkopf vorbehalten. Da Abarth die Gruppe 4 unattraktiv erschien, blieb es 1966 und 1967 bei wenigen Werkseinsätzen, zumeist Bergrennen, selten Rundstreckenrennen. Ab 1968 stand ein Werksumrüstsatz zur Verfügung, der Renneinsätze in der stärker besetzten, attraktiveren Gruppe 5 ermöglichte. Erst nachdem Abarth den Verkauf des OTR 1000 1969 eingestellt hatte, erfolgte ab der Saison 1970 eine Einstufung in die FIA-Gruppe 2/’70, die Privatfahrern bessere Chancen eröffnete.
Dementsprechend erwiesen sich die preiswerteren, günstiger eingestuften Modelle OTS 1000 Coupé und dessen Rennsportabwandlung OT 1000 SS Corsa als deutlich beliebter als das OTR 1000 Coupé; in der anspruchsvollen Gruppe 5 hingegen bevorzugten Kunden wegen eines Gewichtsvorteils von rund 40 Kilogramm den Fiat Abarth 1000 TCR.
Ähnlich unglücklich verliefen die Homologationsbemühungen Abarths in den Vereinigten Staaten: Der Sports Car Club of America (SCCA) versagte dem OTR 1000 wegen seines Radiale-Zylinderkopfes die Zulassung als seriennahes Fahrzeug, indem er eine eigene, unerreichbare Homologation mit 500 Exemplaren forderte; dadurch verblieben in den USA nur Teilnahmen an kleineren, untergeordneten Rennveranstaltungen oder in der Kategorie der serienfernen „Specials“.

## Die damaligen Neuwagenpreise
Anfang 1966 kostete das Fiat Abarth OTR 1000 Coupé in der Bundesrepublik Deutschland 11.875 D-Mark. Das Ausgangsmodell, das Fiat 850 Coupé, stand zur gleichen Zeit mit 5.880 D-Mark in den Preislisten, das Abarth-Ausgangsmodell OT 1000 Coupé mit 9.975 und das Sportcoupé Fiat Abarth 1000 Bialbero mit 1,0-Liter-DOHC-Motor und Leichtmetall-Karosserie von Sibona-Basano sogar mit 22.800 D-Mark.
Zum Preis eines neuen OTR 1000 Coupé gab es beispielsweise auch einen Alfa Romeo Giulia 1600 Spider Veloce, einen BMW 2000 ti, einen Mercedes-Benz 230 oder zwei VW 1300 L („Käfer“) samt Zubehör.
Auf dem italienischen Heimatmarkt kostete das OTR 1000 Coupé zunächst 1.410.000, später sogar 1.535.000 Lire, während das einfachere OT 1000 Coupé bereits für 1.160.000 und ein Fiat 850 Berlina für 798.000 Lire erhältlich waren. Aufpreispflichtiges, gleichwohl gerne gewähltes Zubehör ab Werk waren Leichtmetallräder von Amadori oder Campagnolo für 23.500 Lire; ferner standen verschiedene Sportlenkräder mit Holzkranz oder Lederummantelung zu Preisen zwischen 17.000 und 22.000 Lire zur Wahl.

## Die heutige Situation
Von den wenigen originalen OTR 1000 haben nur einzelne Fahrzeuge bis heute überdauert. Wegen ihres unscheinbaren Äußeren blieben sie lange Zeit selbst unter Fahrzeugsammlern wenig beachtet. Heute sind sie unter Liebhabern der Marke Abarth gesuchte Sammlerstücke. Am 16./17. Januar 2014 versteigerte das Auktionshaus RM / Sotheby’s in Phoenix, Arizona ein Fiat Abarth OTR 1000 Coupé (Corsa) von 1967 für 79.750 US-Dollar.
Am 15. Januar 2015 stand ein gleiches Modell zum Schätzpreis von 70.000 bis 90.000 Dollar über das Auktionshaus Bonhams in Scottsdale, Arizona zum Verkauf.

## Trivia
Ein rot lackiertes Fiat Abarth OTR 1000 Coupé wird in dem französisch-italienischen Abenteuerfilm Der blonde Tiger von 1967 eingesetzt (im Original: Capitaine Singrid), in dem die Schauspielerinnen Giorgia Moll und Elga Andersen mitwirken (Regie: Jean Leduc, Drehbuchautor: Bertrand Tavernier). Einen roten Fiat Abarth OTR 1000 von 1966 besitzt auch die (groß-)väterliche Figur Hector Sarkis in dem Debütroman The Cosantóiní der britischen LGBT-Autorin Zoe A. Jones aus dem Jahr 2019.